# 경제동물 (멸칭)
경제동물, 이코노믹 애니멀(일본어: エコノミックアニマル) 또는 기업전사(일본어: 企業戦士)는 20세기 후반, 서양 사회가 영리적 타산밖에 모르고, 눈 앞의 이익만 쫓는 일본인의 정체성을 비판하기 위해 사용된 멸칭이다. 그러나 1970년대 이후, 조선일보, 동아일보 같은 한국 언론들이 더더욱 많이 사용하게 됐다. 이 말은 당시 세계 경제를 점령 및 잠식하던 일본인들에 대한 서양 경제인들의 우려를 담아낸 말이며, 그 당시의 일본의 전성기를 장식하는 용어이기도 하다. 그리고 이는 도널드 트럼프 미 대통령의 외교 사상에 크나큰 영향을 주었고, 미중무역전쟁과 21세기 세계 정세를 결정지은 중대한 사건이다.

## 역사

### 일본인들의 습격
반세기 전에 일본인은 일부 사람들에게 공격적인 사람들로 간주되었다. 일본인 사업가들은 세계 곳곳에서 발견되었으며 종종 '경제적 동물'이라고 표시되었다. 그들의 사업에 대한 공격성은 일본이 아시아에서 군사적 침략을 벌인 것을 연상시키는 것 같았다.

#### 경제동물 일본인
1960년대부터 1970년대까지 세계 무역시장에서 일본인은 ‘경제동물(Economic Animal)’이라고 불렸다. 세계대전 패전 후 일본은 식민지를 잃었지만, 냉전 논리에 따라 미국의 핵심 동맹국이 됐고, 해외에 막대한 수출 시장이 열렸고, 상품을 대량제조해 팔아서 세계 2위 경제대국까지 됐다. 막대한 달러를 거머쥔 일본은 1980년대 초반부터 미국의 자산을 사들였다. 당시 제조업 붕괴와 달러 가치 하락으로 침체됐던 미국의 국채, 기업, 부동산은 일본계 은행의 수중에 넘어갔다. 일본 전자기기의 대명사 격이자 다국적 기업이던 소니는 할리우드의 대표적인 영화사와 방송국까지 사들였다. 당시 일본 언론에서는 ‘극미경제(克美經濟)’라는 단어도 등장했을 정도다. 일본인은 미국의 자산을 사들이면서 카타르시스를 느꼈을 법하다. 태평양전쟁 당시 진주만 공습을 재차 떠올릴 정도였다.

### 한국의 입장

#### "경제동물이라는 말을 들어도 좋아"
1971년 박정희 대통령은 청와대에서 수출 정책을 논하는 자리에서, "최근 각국에서 일본을 경제동물이라고 부르고 있는데, 우리도 경제동물이라는 말을 들어도 좋으니 노력을 기울이자."며, 일본의 성공 모델을 벤치마킹하고 싶은 마음을 드러냈다.

### 미국의 일본 경계

#### 외교 격화
1971년 방일한 미국 코넬리 재무장관은 "일본이 닉슨의 신경제정책에 적응하지 않을 경우, 무역전쟁도 각오해야 할 것이다."라고 선언했다. 당시 리처드 닉슨 대통령은 어려워진 미국의 경제상황을 해결하기 위해, 물가 안정 정책과 한참 불붙던 미일 양국 무역전쟁을 잠재우기 위해 코넬리 재무장관을 일본에 보냈다. 당시 일본과 미국은 일방적으로 일본이 미국에 상품을 팔아 흑자를 챙기고 있었다. 그 당시 미국이 일본에 요구했던건 아래와 같다.
- 잔존수입 품목의 철폐
- 자본자유화
- 방위비분담
- 병기구입 문제

#### 일본의 친아랍 행보
1973년, 석유 파동이 터졌다. 당시 중동전쟁을 치르던 아랍 사회는 이스라엘의 든든한 우방인 미국을 고립시키기 위해, 석유 파동을 일으키고 중동전쟁을 유리하게 끌고 가는데에 있었다. 이 때문에 미국은 경제적으로 심각한 타격을 입었으며, 일본도 예외는 아니었다. 일본 사회에서는 "고도경제성장을 구가해서 스스로 세계에서 제일 부자라는 오만을 반성하고, 크리스마스에도 캬바레나 술집에 출입을 자제하자"는 목소리도 나왔다. 이 때 일본 정부와 자민당은 친아랍 외교 정책을 만지기 시작했다.
유대인이기도 한, 미국사상 가장 유명한 책사인 키신저 국무장관이 다나카 가쿠에이 일본 총리에게 "일본이 아랍 측의 압력에 굴복하고 아랍 측에 기울어진 성명을 낸다면, 아랍 사회는 더 큰 요구를 해올 것이니 좌우를 너무 방황하지 말기를" 당부했다. 그러나 키신저의 당부는 일본의 정체성에 대한 이해도가 부족한 행보였다. 일본은 독립된 섬나라다. 대륙 간의 분쟁을 강건너 불구경하듯이 냉정하게 외교할 수 있으며, 자원이 안나고 제조능력이 뛰어나 가공무역을 해서 세계 2위 경제대국이 됐다. 일본에게 해외 자원은 국가 운명하고 직결됐기 때문에 일본에게 부동의 정책을 주문하는 건 이해도가 부족한 행보였다.

#### 1980년대
1982년 실리콘밸리에서 상징적인 사건도 있었다. 일본의 히따찌(일립)와 미쓰비시(삼능)전자회사간부들의 산업스파이사건은 수단과 방법을 가리지 않고 돈을 벌어 보겠다는 「경제동물」적인 일본인들의 생리를 미국인들에게 확인시켜준 예에 불과하다.선발기업들이 발행하는 뉴스레터 같은 인쇄물이나 전자산업에 관한 각종 서적과 잡지, 심지어는 대회사의 사원용 사보에 이르기까지 모두가 후발 기업들엔 좋은 자료로 활용되고 있다. 그러나 일본이나 소련 같은 큰 나라들은 이런 류의 합법적인 자료에 만족하지 않고 보다 차원 높은 알짜경보를 캐내려고 동분서주하고 있다. 미 기업 사보도 훌륭한 정보원특히 일본의 경우는 일찌감치 미국의 반도체기술을 빼내서 미국의 정밀산업을 바짝 추격해왔고 지금은 미국 안의 반도체 시장마저 석권하려고 하는 판이기 때문에 미국기업들이 일본인들의 진출을 경계하는 것도 당연하다. 미국의 반도체산업협회는 공동으로 기술개발을 하기 위해 새로운 회사를 설립한바 있는데 이 다국적 회사에 유독 일본인과 일본회사들의 참여는 금지한다는 특례조항까지 둘 정도로 일본에 대한 경계심이 대단하다. 이런 상황에서 6명의 일본회사간부들이 체포되고 또 다른 12명이 지명수배를 당하는 사건이 터졌으니 앞으로 미국회사들의 일본기피증은 더욱 가중될 것으로 보인다.

#### 트럼프 외교 사상의 시작
1987년, 한 미국 경제인의 목소리가 신문 전면광고에 실렸다. "일본과 같이 지불할 능력이 있는 국가들이 만들어 낸 우리의 막대한 적자를 이제 끝낼 시기가 됐다"며, 미일 무역전쟁을 암시하는 듯한 뉘앙스와 의도를 가진 도널드 트럼프의 말이었다. 그런가 하면, CNBC는, "80년대 일본의 경제 호황기에 미국은 이 섬나라의 자동차와 전자제품의 주요 수입국이 됐고, 이는 대중적인 반발심을 키웠다"라고도 말했다. 이런 관점은 지난 1999년에도 거의 동일하게 드러난 바 있다. 당시 트럼프는 월스트리트저널(WSJ)을 통해 일본과의 무역전쟁 필요성을 강조하며 "아마도 무역 전쟁이 있어야 할 것이고 그것은 아주 오래 걸리진 않을 것"이라며 "왜냐하면 일본이 나라를 팔아먹지 않는다면 그들이 사업을 포기할 것이기 때문"이라고 자신했다. 이런 트럼프의 외교 정책관은 1980년대, 일본 경제가 강한 시기에 자라났고, 향 후, 대통령이 되어서 중국을 상대할 때 국가 정책으로 발휘된다.

## 같이 보기
- 나라는 부자이나 국민은 거지
- 미일 경제전쟁